# Sulfeto de sódio
Sulfeto de sódio é o nome utilizado para designar o composto químico Na2S e seu hidrato mais comum: Na2S.9H2O. Ambos formam solução incolor em água (sais solúveis) e fortemente alcalinas. Quando expostas a umidade do ar (e ao dióxido de carbono nele contido), Na2S e seus hidratos emitem sulfeto de hidrogênio, um gás muito tóxico e com cheiro que se assemelha ao de ovos podres.

## Estrutura
O Na2S adota a estrutura antifluorita, o que significa que o Na+ central ocupa sítios do fluoreto na rede CaF2, e o S2− maior ocupa os sítios para Ca2+. Em solução, o sal, por definição, dissocia-se. O diânion S2− não, entretanto, existe em apreciável quantidade ema água. Sulfeto é forte demais como base para coexistir com água. Então, o processo de dissolução pode ser descrito como segue-se:
Na2S(s)  + H2O(l) → 2Na+(aq) + HS− + OH−
Sulfeto de sódio pode oxidar-se quando aquecido ao ar a carbonato de sódio e dióxido de enxofre:
2 Na2S + 3 O2 + 2 CO2 → 2 Na2CO3 + 2 SO2

## Produção
Industrialmente Na2S é produzido pela redução de Na2SO4 (sulfato de sódio) com carbono, sob a forma de carvão:
Na2SO4  +  4 C  →  Na2S  +  4  CO
Em laboratório, os sal anidro pode ser obtido por redução de enxofre com sódio anidro em amônia. Alternativamente, o  enxofre pode ser reduzida por sódio em THF seco com quantidade catalitica de naftaleno (traços):
2 Na  +  S  →  Na2S

## Segurança
Na2S e seus hidratos são perigosos e devem ser manuseados apenas por especialistas. Cáustico, fortemente alcalino, causa queimaduras na pele se manuseado sem cuidado. Com ácidos, reage rapidamente a produzir sulfeto de hidrogênio, que é um gás altamente tóxico.

## Uso
É aplicado na depilação de couro por queimar e limpar camadas, até a indústria metalúrgica, onde participa da flotação do zinco e cobre e no processo Kraft da celulose.